# 환혼
《환혼》은 2022년 6월 18일부터 2022년 8월 28일까지 방송된 tvN 토일드라마다.

## 기획의도
역사에도 지도에도 존재하지 않은 대호국을 배경으로, 영혼을 바꾸는 ‘환혼술’로 인해 운명이 뒤틀린 주인공들이 이를 극복하고 성장해가는 판타지 로맨스

## 제작진

### 극본
- 홍정은, 홍미란 : KBS 2TV 월화 드라마 《쾌걸춘향》(공동 집필), SBS 수목 드라마 《마이걸》(공동 집필), MBC 주말 특별 기획 드라마 《환상의 커플》(공동 집필), KBS 2TV 수목 드라마 《쾌도 홍길동》(공동 집필), SBS 수목 드라마 《미남이시네요》(공동 집필), SBS 수목 드라마 《내 여자친구는 구미호》(공동 집필), MBC 수목 드라마 《최고의 사랑》(공동 집필), KBS 2TV 월화 드라마 《빅》(공동 집필), SBS 수목 드라마 《주군의 태양》(공동 집필), MBC 수목 드라마 《맨도롱 또똣》(공동 집필), tvN 토일 드라마 《화유기》(공동 집필), tvN 토일 드라마 《호텔 델루나》(공동 집필) 집필

### 연출
- 박준화 : SBS 《금요컬쳐클럽》(공동 연출), KBS 2TV 《생방송 시사투나잇》(공동 연출), SBS 《접속! 무비월드》(공동 연출), tvN 《막돼먹은 영애씨 시즌1》(공동 연출), tvN 《막돼먹은 영애씨 시즌2》(공동 연출), tvN 《막돼먹은 영애씨 시즌3》(공동 연출), tvN 《막돼먹은 영애씨 시즌4》(공동 연출), tvN 《막돼먹은 영애씨 시즌5》(공동 연출), tvN 《막돼먹은 영애씨 시즌6》(공동 연출), tvN 《막돼먹은 영애씨 시즌7》(공동 연출), tvN 《막돼먹은 영애씨 시즌8》(연출), tvN 《리얼키즈 스토리 레인보우》(프로듀서), tvN 《막돼먹은 영애씨 시즌10》(연출), tvN 《막돼먹은 영애씨 시즌11》(연출), tvN 주간 드라마 《식샤를 합시다》(연출), tvN 월화 드라마 《식샤를 합시다 2》(공동 연출), tvN 월화 드라마 《싸우자 귀신아》(연출), tvN 월화 드라마 《이번 생은 처음이라》(연출), tvN 수목 드라마 《김비서가 왜 그럴까》(연출), tvN 수목 드라마 《간 떨어지는 동거》(크리에이터) 연출
- 장양호 : tvN 토일 드라마 《철인왕후》(공동 연출), OCN 《본 대로 말하라》(공동 연출) 연출

## 등장인물

### 주요 인물
- 이재욱 : 장욱 역 - 대호국 '장씨 집안'의 고상하지만 불량하신 도련님, 온 나라 사람들이 다 아는 막장 출생의 비밀을 가진 비련의 인물로, 인생의 불만을 골질로 풀다가 천하제일 살수의 혼이 깃든 무덕이를 통해 운명의 길로 들어선다. 무덕이의 제자. 정진각 술사. 강과 도화의 아들. 무덕이의 정인.

- 정소민 : 무덕이/진부연(陳赴緣) 역 - 사리촌 출신의 눈 먼 시골여자에서, 낙수의 혼이 들어오는 인물. 카리스마 넘치는 혼과 뜻대로 따라주지 않는 허약한 육체의 불균형 속에 욱의 시종이자 비밀 스승이 된다. 호경의 친딸. 초연의 언니. 욱의 정인.

### 장욱 주변인물
- 오나라 : 김도주 역 - 장씨 집안의 대소사를 책임지는 실세이자 호탕한 여장부, 단정하고 호방하며 강인하지만, 장욱 앞에서만 유독 약해진다. 송림 총수 박진과 티격태격 하며 우정과 연정 사이를 오간다.
- 주상욱 : 장강 역 - 욱의 아버지, 도화의 남편. 천부관 관주.
- 배강희 : 도화부인(桃花夫人) 역 - 욱의 어머니, 장강의 아내.

### 무덕이 주변인물
- 고윤정 (아역 : 구유정) : 낙수(落首) 역 - 본명 조영(趙榮), 천부관 수성직 술사 조충의 딸, 지나가는 자리마다 사람들의 목을 떨구는 무자비한 살수, 그리하여 붙은 이름이 낙수. 절체절명의 상황에서 무덕이의 육체에 갇히게 된다. 율의 첫사랑이고 시즌 2에서 기억을 잃은 낙부연으로 활동하고있다

### 서씨 집안
- 황민현 (아역 : 문성현) : 서율 역 - 최고 명문가인 '서씨 집안'의 천재 귀공자, 본가는 대호국 서쪽 끝 서호성이고, 어려서부터 정진각에서 유학 중이다. 문무, 인품, 외모 등 빠지는 것 하나 없이 완벽한 인물. 비밀스런 소녀에 대한 순애보를 간직하고 있다. 시즌 2 6화에서 죽을 위기에 처한다.

### 송림
- 유준상 : 박진 역 - 박씨 집안이 이끄는 최대 기업 '송림'의 총수, 거대한 상단을 중심으로 작은 도시와 같은 생활 공동체가 형성되었고, 이를 송림이라 부른다. 송림 안에는 최대 교육기관인 정진각과 의료기관인 세죽원이 자리하고 있다. 폭풍 카리스마와 정의로운 리더십으로 송림을 이끌어 가고 있지만 장욱만큼은 마음대로 되지 않아 애가 탄다. 유일하게 마음을 터 놓는 김도주와는 우정이상 연정 이하의 애매한 관계를 유지하는 중이다. 시즌 2에서는 모든걸 내려놓고 귀농을 하였다.
- 유인수 : 박당구 역 - 대호국 최대 기업 '송림'의 후계자, 박진의 조카. 상위1% 재력가 후계자임에도 경영 수업보다는 노는 게 제일 좋은 핵인싸. 초연의 정인이다. 유준상에 이어 송림의 총수가 되었다.
- 이하율 : 상호 역 - 박진의 심복, 충직하고 정직하다 못해 고지식하다.

### 세죽원
- 이도경 : 허염 역 - 대호국 최고의 의료기관인 '세죽원'의 원장, 엄청난 의술과 함께 얄팍한 줏대와 해맑은 귀여움을 겸비한 애주가. 서씨 집안의 방계혈족이다. 서씨집안의 본가가 도성과 멀리 떨어져 있기에, 서씨집안의 대표자 임무를 대리 수행하고 있다.
- 홍서희 : 허윤옥(許潤玉) 역 - 허염의 손녀딸, 차분하고 단아하다. 뛰어난 의술을 지니고 있다. 장욱을 짝사랑하고있다.
- 정지안 : 순이 역 - 윤옥의 시종, 할 말은 다 해야 하는 성격.
- 김용진 : 서의원 역 - 세죽원의 상급 의원, 자상하고 바지런한 의원.

### 천부관
- 조재윤 : 진무 역 - 천기를 살피고 기록하는 왕실 직속 기관인 천부관의 부관주, 진요원 원장인 진호경의 이복동생. 세자의 술법 수행을 이끈 스승으로 왕실과 돈독한 사이다. 자신의 야욕을 위해 거침없는 인물. 밀단의 진짜 단주인 서하선의 그림자를 자처하며 대호국을 거머쥘 야망을 갖고 있는 자.
- 최지호 : 길주 역 - 진무의 수하, 진무를 따르지만 두려워하고 있다.
- 차용학 : 염수 역 - 진무의 수하, 눈치와 행동이 빠르고 욕심이 많다.

### 진요원
- 박은혜 : 진호경(陳護京) 역 - 진요원의 원장, 모계 계승을 이어가고 있는 진씨 집안의 수장. 진씨집안에 비밀스럽게 자리한 진요원 안엔 신비로운 힘을 지닌 물건들이 보관되어 있다. 강력한 카리스마 이면에 어릴 적 잃어버린 장녀에 대한 애틋함을 가진 인물. 부연과 초연의어머니.
- 주석태 : 진우탁(陳宇卓) 역 - 호경의 남편, 진씨집안에 데릴사위로 들어오며 진씨성을 받았다. 잃어버린 딸을 찾아다니고 있다. 부연과 초연의 아버지. 당골네 최 씨의 동생.
- 최예원 : 진초연(陳初緣) 역 - 대호국 셀럽이자 진씨 집안의 막내딸, 화려하고 품위 있어 보이지만, 아이 같은 순진함을 가진 철부지다. 우탁과 호경의 딸. 부연의 여동생. 당구의 정인.

### 왕실
- 신승호 : 고원(高元) 역 - 대호국 세자, 옹졸한 심술쟁이 왕자님. 너그럽고 자애로운 군주를 지향하지만, 심술궂고 인간적인 면모를 무덕이에게만 간파 당한다. 고순과 하선의 아들.
- 최광일 : 고순(高順) 역 - 대호국 왕, 후사가 없는 형님의 뒤를 이어 왕이 되었다. 자신의 자리를 늘 불안해한다. 고원의 아버지. 하선의 남편.
- 강경헌 : 서하선(徐河善) 역 - 대호국 왕비, 서율의 고모. 고원의 어머니. 고순의 아내. 진짜 밀단(密團)의 단주, 당골네 최 씨의 혼이 환혼되어 있다.
- 박병은 : 고성(高成) 역 - 선왕, 임종 전 장강에게 은밀한 제안을 한 적이 있다.
- 이기섭 : 오내관 역 - 세자를 수행하는 내관
- 정지순 : 김내관 역 - 왕비를 수행하는 내관

참고 : 당골네는 세습무(世襲巫)라고도 불리우며, 조상 대대로 무당의 신분을 이어받아 된 무당이다.

### 취선루
- 박소진 : 주월(周月) 역 - 대호성 최고급 주점인 취선루의 주인, 취선루는 정재계 인사들의 사교의 중심이자, 젊은 셀럽들이 자주 찾는 핫플이다.

### 그 외
- 임철수 : 마의 이 선생 역 - 마의 이선생, 본명은 이철. 술법에 능한 미스테리한 인물로, 사시사철 삼베로 된 마의만 입고 다닌다 하여 마의 이선생이라 불린다. 김도주를 좋아했지만 송림의 유준상에게 김도주를 돌려주었다. 시즌 2에서 낙부연을 살렸다.
- 서혜원 : 소이 역 - 떠돌이 소매치기 사기꾼, 도망 다니던 중 사리촌에서 무덕이에게 도움을 받은 인연이 있다. 사기를 치고 다니다가 진무에게 발탁되어, 무서운 계략의 중심에 서게 된다. 진무와 손을 잡고 진호경의 가짜 딸 행세를 하고 있다. 밀단의 새 단주.
- 우현 : 호연법사 역 - 기산의 법사, 장욱에게 결국 술법을 가르치지 않아 장욱으로부터 파문을 당한 스승.
- 이지후 : 차범 역 - 정진각에서 수행하고 있는 명문가 집안 자제들
- 이봉준 : 구효 역 - 정진각에서 수행하고 있는 명문가 집안 자제들
- 주민수 : 한열 역 - 정진각에서 수행하고 있는 명문가 집안 자제들

### 기타
- 이동용 : 거간꾼 김씨 역 - 무덕과 소희를 돌본 사리촌 거간꾼. 소이와 아는 인물로 염수에 의해 사망한다.
- 장태민 : 이서방 역 - 장씨 집안의 하인.
- 마루 : 삽살개 역 - 본래 죽은 개였으나 마의 이선생이 귀구의 혼을 넣었다. 진호경의 공격에 의해 사망한다.
- 김상일 : 차범 부 역 - 만장회 일원이자, 차씨 집안 차범의 아버지.
- 심재현 : 왈짜패 역 (†) - 소이에게 사기를 당한 왈짜패. 염수에 의해 사망한다.
- 김익태 : 강만천 역 (†) - 대강통운 객주, 후계자와 환혼 후 폭주에 부상을 입어 세죽헌에 있었고 이후 탈출했으며 결계 속에서 장욱과 대결을 벌여 패배하고 사망한다.
- 장성범 : 진호 역 (†) - 대강통운 후계자. 강객주와 환혼 후 천부관 술사들에게 사망한다.
- 김화영 : 한 상궁 역 - 진무의 부하로 환혼인으로 추정되며, 왕비(당골네 최씨)의 편을 들고 있다.
- 심소영 : 당골네 최 씨 역 - 환혼이 되어 진짜 왕비(서하선)의 혼이 그녀의 육신에 갇혀 있다.
- 김남진 : 진호 모 역 - 만장회 일원이자, 강객주와 환혼당한 진호의 어머니.
- 박승태 : 노파 역 - 사리촌에서 무덕이를 키운 노파.

### 특별출연
- 염혜란 : 중년부인 역 - 장강의 환혼술로 폭주한 아들을 잃은 인물
- 전혜원 : 애향(愛向) 역 - 취선루 기녀
- 윤서현 : 조충 역- 낙수의 친부, 천부관 수성직 술사
- 예결밴드 : 취선루 초대가수 역 - 살짝 설렜어를 부른 가수
- 김현숙 : 박도주 역 - 송림 하인 시험 감독관
- 김기천 : 봉 도령 역 - 개마골 박수무당
- 이유준 : 의복 장인 역 - 진초연의 의복을 맞춘 장인

## 시청률
최저 시청률과 최고 시청률은 시청률 조사회사와 지역별로 시청률에 차이가 있을 수 있습니다.
| 회차 | 회차 | 에피소드 번호 | 에피소드 번호 | 에피소드 번호 | 에피소드 번호 | 에피소드 번호 | 에피소드 번호 | 에피소드 번호 | 에피소드 번호 | 에피소드 번호 | 에피소드 번호 | 에피소드 번호 | 에피소드 번호 | 에피소드 번호 | 에피소드 번호 | 에피소드 번호 | 에피소드 번호 | 에피소드 번호 | 에피소드 번호 | 에피소드 번호 | 에피소드 번호 | 평균  |
| 회차 | 회차 | 1             | 2             | 3             | 4             | 5             | 6             | 7             | 8             | 9             | 10            | 11            | 12            | 13            | 14            | 15            | 16            | 17            | 18            | 19            | 20            | 평균  |
| ---- | ---- | ------------- | ------------- | ------------- | ------------- | ------------- | ------------- | ------------- | ------------- | ------------- | ------------- | ------------- | ------------- | ------------- | ------------- | ------------- | ------------- | ------------- | ------------- | ------------- | ------------- | ----- |
|      | 1    | 1.294         | 1.516         | 1.275         | 1.760         | 1.321         | 1.632         | 1.347         | 1.804         | 1.416         | 1.817         | 1.305         | 1.769         | 1.564         | 1.926         | 1.680         | 1.926         | 1.815         | 2.359         | 1.984         | 2.410         | 1.696 |

| 2022년     | 2022년   | 2022년         | 2022년       | 2022년 |
| 회차       | 방송일   | AGB 시청률     | AGB 시청률   |        |
| 회차       | 방송일   | 대한민국(전국) | 수도권(서울) |        |
| ---------- | -------- | -------------- | ------------ | ------ |
| 제1회      | 6월 18일 | 5.205%         | 4.833%       |        |
| 제2회      | 6월 19일 | 5.872%         | 6.047%       |        |
| 제3회      | 6월 25일 | 5.288%         | 5.315%       |        |
| 제4회      | 6월 26일 | 6.841%         | 6.878%       |        |
| 제5회      | 7월 2일  | 5.352%         | 5.253%       |        |
| 제6회      | 7월 3일  | 6.639%         | 6.880%       |        |
| 제7회      | 7월 9일  | 5.311%         | 5.158%       |        |
| 제8회      | 7월 10일 | 6.826%         | 6.694%       |        |
| 제9회      | 7월 16일 | 5.204%         | 5.329%       |        |
| 제10회     | 7월 17일 | 6.958%         | 6.835%       |        |
| 제11회     | 7월 23일 | 4.989%         | 4.908%       |        |
| 제12회     | 7월 24일 | 7.091%         | 7.032%       |        |
| 제13회     | 7월 30일 | 6.290%         | 6.008%       |        |
| 제14회     | 7월 31일 | 7.600%         | 7.484%       |        |
| 제15회     | 8월 6일  | 6.610%         | 6.710%       |        |
| 제16회     | 8월 7일  | 7.453%         | 7.544%       |        |
| 하이라이트 | 8월 13일 | 4.689%         | 4.582%       |        |
| 스페셜     | 8월 14일 | 3.255%         | 3.446%       |        |
| 제17회     | 8월 20일 | 7.566%         | 7.767%       |        |
| 제18회     | 8월 21일 | 9.295%         | 9.793%       |        |
| 제19회     | 8월 27일 | 7.915%         | 8.121%       |        |
| 제20회     | 8월 28일 | 9.218%         | 9.903%       |        |

## OST
- Part.1 카더가든 - 상처는 아름다운 흔적이 되어 (2022.06.26 발매)
- Part.2 케이시 (Kassy) - 아리운 (2022.07.03 발매)

- Part.3 정세운 - 바라만 본다 (2022.07.10 발매)

- Part.4 거미 - 빗방울 (2022.07.17 발매)

- Part.5 신용재 (2F) - 온통 그대뿐인 나죠 (2022.07.24 발매)

- Part.6 김나영 - 숨결 (2022.07.31 발매)

- Part.7 빅나티 (서동현) - 연서 (with you) (2022.08.21 발매)

## 수상
- 2022년 코리아드라마어워즈 글로벌 우수연기상 (이재욱)
- 2022년 코리아드라마어워즈 감독상 (박준화)
- 2022년 제17회 아시아 모델 아시아 특별상 연기자 부문 (이재욱)
- 2022년 제17회 아시아 모델 어워즈 연기자 부문 라이징스타상 (아린)

## 같이 보기
- 대한민국의 텔레비전 드라마 목록 (ㅂ)
- 2022년 대한민국의 텔레비전 드라마 목록